# Ліга націй УЄФА 2018—2019 (Ліга B)
Ліга націй УЄФА 2018–2019 — Ліга B (англ. 2018–19 UEFA Nations League B) — другий дивізіон Ліги націй УЄФА 2018—2019, що пройде у 2018–2019 роках за участю чоловічих збірних команд 12 членів асоціацій УЄФА.

## Формат
Ліга В складається з 12 збірних, які були розділені на чотири групи з трьох команд. Переможці кожної групи будуть підвищені до Ліги А Ліги націй 2020-21, а треті місця кожної групи будуть понижені у Лігу C.
Крім того, з Ліги В буде виділено одне місце на Євро-2020, за яке поборяться 4 кращі команди кожного дивізіону з числа тих збірних, що не змогли пройти основну кваліфікацію Євро, що розіграють путівки між собою за олімпійською системою в березні 2020 року. Путівки у цей плей-оф спочатку будуть надані переможцям груп, але якщо якийсь з переможців груп вже кваліфікувався на Євро-2020 через основну кваліфікацію, то путівка буде надана наступній кращій команді з цього дивізіону тощо. Якщо у Лізі В буде менше чотирьох команд, які ще не кваліфікувалися на Євро-2020 через основну кваліфікацію, путівки у плей-оф будуть розподілені за допомогою одного з двох методів. Якщо Ліга B має переможця групи, обраного для плей-оф, то путівка буде надана наступній кращій команді у загальному рейтингу з нижчої ліги. Якщо Ліга В не має переможця групи, обраного для плей-оф, то путівка буде надана найкращій команді у загальному рейтингу. Плей-оф складатимуться з одноматчевих півфіналів (найкраща проти четвертої; друга проти третьої; найкраща і друга команди - господарі матчів) і одноматчевого фіналу (місце проведення буде визначено заздалегідь між переможцем півфіналу 1 чи 2).

## Учасники

Карта ліг, в яких бере участь кожна національна команда.
Ліга B

Національні збірні УЄФА з 13 по 24 відповідно до коефіцієнтів національних збірних УЄФА після закінчення європейської кваліфікації Чемпіонату світу 2018 року (не включаючи плей-оф) отримали право взяти участь у Лізі В Кошики для жеребкування були оголошені 7 грудня 2017 року.
| Кошик | Збірна               | Коеф   | Місце |
| ----- | -------------------- | ------ | ----- |
| 1     | Австрія              | 29,418 | 13    |
| 1     | Уельс                | 29,269 | 14    |
| 1     | Росія                | 29,258 | 15    |
| 1     | Словаччина           | 28,555 | 16    |
| 2     | Швеція               | 28,487 | 17    |
| 2     | Україна              | 28,286 | 18    |
| 2     | Ірландія             | 28,249 | 19    |
| 2     | Боснія і Герцеговина | 28,200 | 20    |
| 3     | Північна Ірландія    | 27,127 | 21    |
| 3     | Данія                | 27,052 | 22    |
| 3     | Чехія                | 27,028 | 23    |
| 3     | Туреччина            | 26,538 | 24    |

З політичних причин Росія та Україна не можуть бути в одній групі через російську збройну агресію проти України.

## Груповий етап
Жеребкування групового етапу відбулося 24 січня 2018 року в 12:00 CET у SwissTech Convention Center у Лозанні, Швейцарія.
Зазначено час в CET/CEST, як вказано в УЄФА (якщо місцевий час є відмінним, то він вказаний в круглих дужках).

### Група 1
| Поз | Команда    | І | В | Н | П | ГЗ | ГП | РГ | О | Підвищення     |     | Україна | Чехія | Словаччина |
| --- | ---------- | - | - | - | - | -- | -- | -- | - | -------------- | --- | ------- | ----- | ---------- |
| 1   | Україна    | 4 | 3 | 0 | 1 | 5  | 5  | 0  | 9 | Вихід у Лігу A |     | —       | 1–0   | 1–0        |
| 2   | Чехія      | 4 | 2 | 0 | 2 | 4  | 4  | 0  | 6 |                |     | 1–2     | —     | 1–0        |
| 3   | Словаччина | 4 | 1 | 0 | 3 | 5  | 5  | 0  | 3 |                | 4–1 | 1–2     | —     |            |

| 6 вересня 2018 21:00 |

| Чехія  | 1 – 2    | Україна                         |
| ------ | -------- | ------------------------------- |
| Шик 4' | Протокол | Коноплянка 45+1' Зінченко 90+3' |

| Міський футбольний стадіон Мирослава Валенти, Угерске Градіште Глядачів: 7 974 Арбітр: Ентоні Тейлор (Англія) |

| 9 вересня 2018 15:00 (16:00 UTC+3) |

| Україна              | 1 – 0    | Словаччина |
| -------------------- | -------- | ---------- |
| Ярмоленко 80' (пен.) | Протокол |            |

| Арена Львів, Львів Глядачів: 0 Арбітр: Анастасіос Сідіропулос (Греція) |

| 13 жовтня 2018 15:00 |

| Словаччина | 1 – 2    | Чехія                |
| ---------- | -------- | -------------------- |
| Гамшик 62' | Протокол | Крменчик 52' Шик 76' |

| Антона Малатинського, Трнава Глядачів: 17 111 Арбітр: Славко Винчич (Словенія) |

| 16 жовтня 2018 20:45 (21:45 UTC+3) |

| Україна          | 1 – 0    | Чехія |
| ---------------- | -------- | ----- |
| Маліновський 43' | Протокол |       |

| Металіст, Харків Глядачів: 38 100 Арбітр: Гядімінас Мажейка (Литва) |

| 16 листопада 2018 20:45 |

| Словаччина                             | 4 – 1    | Україна        |
| -------------------------------------- | -------- | -------------- |
| Руснак 6' Куцка 26' Зреляк 52' Мак 61' | Протокол | Коноплянка 47' |

| Антона Малатинського, Трнава Глядачів: 9 764 Арбітр: Никола Дабанович (Чорногорія) |

| 19 листопада 2018 20:45 |

| Чехія   | 1 – 0    | Словаччина |
| ------- | -------- | ---------- |
| Шик 32' | Протокол |            |

| Еден Арена, Прага Глядачів: 16 623 Арбітр: Алехандро Ернандес Ернандес (Іспанія) |

### Група 2
| Поз | Команда   | І | В | Н | П | ГЗ | ГП | РГ | О | Підвищення     |     | Швеція | Росія | Туреччина |
| --- | --------- | - | - | - | - | -- | -- | -- | - | -------------- | --- | ------ | ----- | --------- |
| 1   | Швеція    | 4 | 2 | 1 | 1 | 5  | 3  | +2 | 7 | Вихід у Лігу A |     | —      | 2–0   | 2–3       |
| 2   | Росія     | 4 | 2 | 1 | 1 | 4  | 3  | +1 | 7 |                |     | 0–0    | —     | 2–0       |
| 3   | Туреччина | 4 | 1 | 0 | 3 | 4  | 7  | −3 | 3 |                | 0–1 | 1–2    | —     |           |

1. 1 2  Очки в матчах між собою: Швеція 4, Росія 1.

| 7 вересня 2018 20:45 (21:45 UTC+3) |

| Туреччина | 1 – 2    | Росія                 |
| --------- | -------- | --------------------- |
| Азіз 41'  | Протокол | Черишев 13' Дзюба 49' |

| Шенол Гюнеш, Трабзон Глядачів: 29 702 Арбітр: Артур Соареш Діаш (Португалія) |

| 10 вересня 2018 20:45 |

| Швеція                     | 2 – 3    | Туреччина                        |
| -------------------------- | -------- | -------------------------------- |
| Кісе Телін 35' Классон 49' | Протокол | Чалханоглу 51' Акбаба 88', 90+2' |

| Френдз-Арена, Сульна Глядачів: 21 832 Арбітр: Хесус Хіль Мансано (Іспанія) |

| 11 жовтня 2018 21:45 |

| Росія | 0 – 0    | Швеція |
| ----- | -------- | ------ |
|       | Протокол |        |

| Калінінград, Калінінград Глядачів: 31 698 Арбітр: Лука Банті (Італія) |

| 14 жовтня 2018 18:00 (19:00 UTC+3) |

| Росія                      | 2 – 0    | Туреччина |
| -------------------------- | -------- | --------- |
| Нойштедтер 20' Черишев 78' | Протокол |           |

| Фішт, Сочі Глядачів: 38 288 Арбітр: Павел Рачковський (Польща) |

| 17 листопада 2018 18:00 (20:00 UTC+3) |

| Туреччина | 0 – 1    | Швеція               |
| --------- | -------- | -------------------- |
|           | Протокол | Гранквіст 71' (пен.) |

| Конья Бююкшехір, Конья Глядачів: 37 425 Арбітр: Іштван Ковач (Румунія) |

| 20 листопада 2018 20:45 |

| Швеція                | 2 – 0    | Росія |
| --------------------- | -------- | ----- |
| Лінделеф 41' Берг 72' | Протокол |       |

| Френдз-Арена, Сульна Глядачів: 20 223 Арбітр: Бенуа Бастьєн (Франція) |

### Група 3
| Поз | Команда              | І | В | Н | П | ГЗ | ГП | РГ | О  | Підвищення     |     | Боснія і Герцеговина | Австрія | Північна Ірландія |
| --- | -------------------- | - | - | - | - | -- | -- | -- | -- | -------------- | --- | -------------------- | ------- | ----------------- |
| 1   | Боснія і Герцеговина | 4 | 3 | 1 | 0 | 5  | 1  | +4 | 10 | Вихід у Лігу A |     | —                    | 1–0     | 2–0               |
| 2   | Австрія              | 4 | 2 | 1 | 1 | 3  | 2  | +1 | 7  |                |     | 0–0                  | —       | 1–0               |
| 3   | Північна Ірландія    | 4 | 0 | 0 | 4 | 2  | 7  | −5 | 0  |                | 1–2 | 1–2                  | —       |                   |

| 8 вересня 2018 15:00 (14:00 UTC+1) |

| Північна Ірландія | 1 – 2    | Боснія і Герцеговина  |
| ----------------- | -------- | --------------------- |
| Грігг 90+3'       | Протокол | Дулевич 36' Сарич 64' |

| Віндзор Парк, Белфаст Глядачів: 16 942 Арбітр: Павел Краловець (Чехія) |

| 11 вересня 2018 20:45 |

| Боснія і Герцеговина | 1 – 0    | Австрія |
| -------------------- | -------- | ------- |
| Джеко 78'            | Протокол |         |

| Билино Полє, Зениця Глядачів: 9 100 Арбітр: Рюдді Бюке (Франція) |

| 12 жовтня 2018 20:45 |

| Австрія        | 1 – 0    | Північна Ірландія |
| -------------- | -------- | ----------------- |
| Арнаутович 71' | Протокол |                   |

| Ернст-Гаппель-Штадіон, Відень Глядачів: 22 300 Арбітр: Георгі Кабаков (Болгарія) |

| 15 жовтня 2018 20:45 |

| Боснія і Герцеговина | 2 – 0    | Північна Ірландія |
| -------------------- | -------- | ----------------- |
| Джеко 27', 73'       | Протокол |                   |

| Грбавиця, Сараєво Глядачів: 11 050 Арбітр: Маттіас Гестраніус (Фінляндія) |

| 15 листопада 2018 20:45 |

| Австрія | 0 – 0    | Боснія і Герцеговина |
| ------- | -------- | -------------------- |
|         | Протокол |                      |

| Ернст-Гаппель-Штадіон, Відень Глядачів: 37 200 Арбітр: Ендрю Даллас (Шотландія) |

| 18 листопада 2018 18:00 (17:00 UTC±0) |

| Північна Ірландія | 1 – 2    | Австрія                 |
| ----------------- | -------- | ----------------------- |
| К. Еванс 57'      | Протокол | Шлагер 49' Лазаро 90+3' |

| Віндзор Парк, Белфаст Глядачів: 17 895 Арбітр: Жонатан Лардо (Бельгія) |

### Група 4
| Поз | Команда  | І | В | Н | П | ГЗ | ГП | РГ | О | Підвищення     |     | Данія | Уельс | Ірландія |
| --- | -------- | - | - | - | - | -- | -- | -- | - | -------------- | --- | ----- | ----- | -------- |
| 1   | Данія    | 4 | 2 | 2 | 0 | 4  | 1  | +3 | 8 | Вихід у Лігу A |     | —     | 2–0   | 0–0      |
| 2   | Уельс    | 4 | 2 | 0 | 2 | 6  | 5  | +1 | 6 |                |     | 1–2   | —     | 4–1      |
| 3   | Ірландія | 4 | 0 | 2 | 2 | 1  | 5  | −4 | 2 |                | 0–0 | 0–1   | —     |          |

| 6 вересня 2018 20:45 (19:45 UTC+1) |

| Уельс                                        | 4 – 1    | Ірландія       |
| -------------------------------------------- | -------- | -------------- |
| Лоуренс 6' Бейл 18' Ремзі 37' К. Робертс 55' | Протокол | Ш. Вільямс 66' |

| Кардіфф Сіті Стедіум, Кардіфф Глядачів: 25 657 Арбітр: Клеман Тюрпен (Франція) |

| 9 вересня 2018 18:00 |

| Данія                   | 2 – 0    | Уельс |
| ----------------------- | -------- | ----- |
| Еріксен 32', 63' (пен.) | Протокол |       |

| Атлетіон, Орхус Глядачів: 17 506 Арбітр: Деніц Айтекін (Німеччина) |

| 13 жовтня 2018 20:45 (19:45 UTC+1) |

| Ірландія | 0 – 0    | Данія |
| -------- | -------- | ----- |
|          | Протокол |       |

| Авіва, Дублін Глядачів: 41 220 Арбітр: Хав'єр Естрада Фернандес (Іспанія) |

| 16 жовтня 2018 20:45 (19:45 UTC+1) |

| Ірландія | 0 – 1    | Уельс      |
| -------- | -------- | ---------- |
|          | Протокол | Вілсон 58' |

| Авіва, Дублін Глядачів: 38 321 Арбітр: Бйорн Кейперс (Нідерланди) |

| 16 листопада 2018 20:45 (19:45 UTC±0) |

| Уельс    | 1 – 2    | Данія                           |
| -------- | -------- | ------------------------------- |
| Бейл 89' | Протокол | Н. Йоргенсен 42' Брайтвайте 88' |

| Кардіфф Сіті Стедіум, Кардіфф Глядачів: 32 354 Арбітр: Іван Кружляк (Словаччина) |

| 19 листопада 2018 20:45 |

| Данія | 0 – 0    | Ірландія |
| ----- | -------- | -------- |
|       | Протокол |          |

| Атлетіон, Орхус Глядачів: 11 130 Арбітр: Аліяр Агаєв (Азербайджан) |

## Загальний рейтинг
12 команд Ліги В були розміщені з 13-го до 24-го місця в загальному рейтингу Ліги націй УЄФА 2018—2019 відповідно до наступних правил:
- Команди, що фінішували першими в своїх групах, розміщені з 13-го по 16-е місце відповідно до результатів групового етапу.
- Команди, що фінішували другими в своїх групах, розміщені з 17-го по 20-е місце відповідно до результатів групового етапу.
- Команди, що фінішували третіми в своїх групах, розміщені з 21-го по 24-е місце відповідно до результатів групового етапу.

| М  | Груп | Команда              | І | В | Н | П | ГЗ | ГП | РГ | О  |
| -- | ---- | -------------------- | - | - | - | - | -- | -- | -- | -- |
| 13 | B3   | Боснія і Герцеговина | 4 | 3 | 1 | 0 | 5  | 1  | +4 | 10 |
| 14 | B1   | Україна              | 4 | 3 | 0 | 1 | 5  | 5  | 0  | 9  |
| 15 | B4   | Данія                | 4 | 2 | 2 | 0 | 4  | 1  | +3 | 8  |
| 16 | B2   | Швеція               | 4 | 2 | 1 | 1 | 5  | 3  | +2 | 7  |
|    |      |                      |   |   |   |   |    |    |    |    |
| 17 | B2   | Росія                | 4 | 2 | 1 | 1 | 4  | 3  | +1 | 7  |
| 18 | B3   | Австрія              | 4 | 2 | 1 | 1 | 3  | 2  | +1 | 7  |
| 19 | B4   | Уельс                | 4 | 2 | 0 | 2 | 6  | 5  | +1 | 6  |
| 20 | B1   | Чехія                | 4 | 2 | 0 | 2 | 4  | 4  | 0  | 6  |
|    |      |                      |   |   |   |   |    |    |    |    |
| 21 | B1   | Словаччина           | 4 | 1 | 0 | 3 | 5  | 5  | 0  | 3  |
| 22 | B2   | Туреччина            | 4 | 1 | 0 | 3 | 4  | 7  | −3 | 3  |
| 23 | B4   | Ірландія             | 4 | 0 | 2 | 2 | 1  | 5  | −4 | 2  |
| 24 | B3   | Північна Ірландія    | 4 | 0 | 0 | 4 | 2  | 7  | −5 | 0  |

## Плей-оф кваліфікації
Чотири кращі команди Ліги B відповідно до загального рейтингу, які не кваліфікувалися на Чемпіонат Європи з футболу 2020 через груповий етап, будуть змагатися в плей-оф, переможці якого кваліфікуються на фінальний турнір. Якщо в Лізі B залишилося менше чотирьох команд, які не кваліфікувалися напряму, то вільні місця переходять до команд з іншої ліги відповідно до загального рейтингу.
| М     | Команда              |
| ----- | -------------------- |
| 13 GW | Боснія і Герцеговина |
| 14 GW | Україна              |
| 15 GW | Данія[H]             |
| 16 GW | Швеція               |
| 17    | Росія[H]             |
| 18    | Австрія              |
| 19    | Уельс                |
| 20    | Чехія                |
| 21    | Словаччина           |
| 22    | Туреччина            |
| 23    | Ірландія[H]          |
| 24    | Північна Ірландія    |

Ключ
1. GW Переможець групи Ліги націй
2. H Країна-господар Євро-2020
3. Команда вийшла до плей-оф
4. Команда кваліфікувалася напряму

## Позначки
1. ↑  CET (UTC+1) для матчів у листопаді 2018 року, і CEST (UTC+2) для всіх інших.
2. ↑  Матч Чехія - Україна, який мав розпочатися в 20:45 CEST, був затриманий до 21:00 CEST через відсутність освітлення на стадіоні.
3. ↑  Матч Україна - Словаччина зіграний за порожніх трибун через покарання УЄФА Україні за Кельтський хрест на банері під час їхнього домашнього матчу відбору на Євро-2016 проти Іспанії.[13][14]